# The Vamps
The Vamps – brytyjski zespół wykonujący muzykę z gatunku pop-rock, założony na początku 2012 roku. Swój pierwszy kontrakt płytowy zespół podpisał z wytwórnią Mercury Records w listopadzie 2012 roku. The Vamps wystąpili w roli supportu przed McFly na trasie "Memory Lane Tour" na początku 2013 roku. Wystąpili również na festiwalach i koncertach jako support przed takimi wykonawcami jak: The Wanted, McFly, Selena Gomez.

## Historia
James McVey (ur. 30 kwietnia 1994 w Bournemouth) w 2011 roku był już pod opieką managerów Richarda Rashmana i Joe O' Neilla z Prestige Management. McVey zdecydował, że chce stworzyć zespół i przez serwis internetowy YouTube poznał Bradleya Simpsona (ur. 28 lipca 1995 w Birmingham). Razem zaczęli pracować nad piosenkami, a Simpson został głównym wokalistą. W 2012 roku McVey i Simpson poznali Tristana Evansa (ur. 15 sierpnia 1994 w Exeter) na portalu społecznościowym Facebook. Jako ostatni do zespołu dołączył Connor Ball (ur. 15 marca 1996 roku w Aberdeen). W połowie 2013 roku, zespół zaczął publikować covery przebojów na YouTube.
22 lipca 2013 zespół opublikował swoją Pierwszą własną piosenkę pod tytułem Wildheart (później nazwa zmieniona na Wild Heart). Filmik został wyświetlony ponad 46 tysięcy razy w ciągu pierwszych dwóch dni. 6 sierpnia 2013 The Vamps opublikowali teledysk do swojego debiutanckiego singla Can We Dance, który uzyskał ponad milion wyświetleń w ciągu dwóch tygodni od premiery. Singiel Can We Dance został oficjalnie wydany 29 września 2013 i zadebiutował na drugim miejscu brytyjskiej listy przebojów 6 października 2013, przegrywając jedynie z piosenką Counting Stars zespołu One Republic. 22 listopada 2013 The Vamps ogłosili, że ich drugim singlem zostanie utwór Wild Heart. Trzy dni później piosenka miała swoją premierę w radiu i została wydana 19 stycznia 2014. Singiel dotarł na miejsce trzecie brytyjskiej listy przebojów.
13 marca 2014 zespół ogłosił, że ich debiutancki album ukaże się 14 kwietnia 2014 roku. 22 marca 2014 roku ogłoszono, że płyta będzie nosić tytuł Meet the Vamps. 26 marca 2014 The Vamps wydali utwór Last Night jako trzeci singiel z płyty. Album Meet the Vamps dotarł na drugie miejsce list sprzedaży w Irlandii i w Wielkiej Brytanii.

## Skład
- Bradley Will Simpson – wokal, gitara
- James Daniel McVey – gitara, chórki.
- Connor Samuel John Ball – gitara basowa, chórki
- Tristan Oliver Vance Evans – perkusja, chórki

## Dyskografia

### Albumy
- Meet the Vamps (2014)
- Wake Up (2015)
- Night & Day (2017)
- Cherry Blossom (2020)

### Single
- Album Meet The Vamps
  - Can We Dance (2013)
  - Wild Heart (2014)
  - Last Night (2014)
  - Somebody to You (2014)
  - Oh Cecilia (Breaking My Heart) (2014)
- Album Wake Up
  - Wake Up (2015)
  - Cheater (2015)
  - Rest Your Love (2015)
  - I Found A Girl (2015)
- Album Night & Day
  - All Night (2016)
  - Middle Of The Night (2017)
  - Hair Too Long (2018)
  - Just My Type (2018)

## Trasy koncertowe
- Meet the Vamps tour (2014)
- The Vamps Asia-Pacific 2015 Tour (2015)
- The Vamps 2015 UK Arena Tour (2015)
- The Vamps North American Tour (2015)
- Wake Up World Tour (2016)
- The Vamps 2017 World Tour (2017)
- The Vamps Up Close and Personal Tour (2017)
- Night and Day Tour (2018)
- USA 2018 Tour (2018)
- Four Corners Tour (2019)

### Support
- McFly - Memory Lane Tour (2013)
- Selena Gomez - Stars Dance Tour (UK, 7 and 8 September 2013)[10]
- Taylor Swift - Red Tour (shows in London, UK, February 2014)[11]
- R5 - Louder World Tour (show in Birmingham, March 2014)
- The Wanted - Word of Mouth Tour (UK & Ireland, 12 to 31 March and 1 April 2014)[12]
- Austin Mahone - Live on Tour (North America, July & August 2014)
- Little Mix - The Glory Days Tour (Europe)